# パージ:エクスペリメント
『パージ:エクスペリメント』(原題:The First Purge)は、2018年公開のアメリカ合衆国のホラー映画。『パージ』シリーズの4作目。監督はジェラルド・マクムーリー。脚本はこれまでの3作品の監督を務めたジェームズ・デモナコ。主演はイラン・ノエル。共演はレックス・スコット・デイヴィス、ジョイバン・ウェイド、ローレン・ヴェレス、マリサ・トメイら。
前3作、『パージ』『パージ:アナーキー』『パージ:大統領令』は、パージ制定後の世界を描いていたが、本作では、パージ制度がいかにして成立したかを描く。

## あらすじ
21世紀のある年、政権を奪取した「新しいアメリカ建国の父たち」(NFFA)は、犯罪行為の減少のためすべての(殺人を含む)犯罪が合法化される夜"パージ"を、ニューヨーク州スタテン島限定で実験的に行うと発表する。島内に留まりパージに参加することを申告した住民には映像送信が可能なコンタクトレンズが配られ、パージを島内でやり過ごし生き残れば5000ドルを手にすることができると説明を受ける。
パージ2日前、ドラッグディーラーの元締めディミトリは配下に島外離脱を禁止する。ドラッグディーラーの一人、イザヤは薬物依存のスケルターに切り付けられ、反パージ活動に熱心なディミトリの元彼女でもある姉、ナイアに問い詰められるがパージ参加を申告する。
パージ当日、人々がスタテン島から逃げ去った後、ナイアはドロレス、ルイーザとその娘セリーナと教会でパージを待つ。テレビではブラッケン大統領がパージ開始の声明が流れ、島内ではサイレンが鳴り響いた。ATMを破壊しようとする男を殺害したスケルターが最初の殺人と認定されコンタクトレンズからの映像も放送される。

## キャスト
※括弧内は日本語吹替。
- ディミトリ - イラン・ノエル（英語版）（竹田雅則）
- ナイア - レックス・スコット・デイヴィス（英語版）（山根舞）
- イザヤ - ジョイバン・ウェイド（英語版）（杉浦ジュリアン）
- ルイーサ- ローレン・ヴェレス
- メイ・アプデール博士 - マリサ・トメイ（中村綾）
- ジュアニ - メロニー・ディアス（英語版）
- 7 & 7 - モ・マクレー（英語版）
- フレディ - スティーヴ・ハリス（近藤浩徳）
- エルサ - チャイナ・レイン（英語版）

## 製作
2016年9月、ジェームズ・デモナコは第4作目は以前の3部作の前日譚となり、パージの設立を描く話になると語った。2017年2月17日、デモナコは『パージ』シリーズの4作目をユニバーサル・ピクチャーズと製作すると正式に発表した。同時にジェイソン・ブラム、マイケル・ベイら、前作の製作陣がカムバックするが、デモナコは監督を務めないことも分かった。2017年7月、監督をジェラルド・マクムーリー、脚本をデモナコが務めることが分かった。2017年9月19日、主演を新人のイラン・ノエルとレックス・スコット・デイヴィスが務めることが分かった。

### 撮影
主要な撮影は、2017年9月中旬にニューヨークで開始し、2017年11月8日に終了した。

## 興行収入
本作は『アントマン&ワスプ』と同じ週に封切られ、公開初週末に2200万ドル前後を稼ぎ出すと予想されていたが、実際の数字はそれを下回るものであった。2018年7月4日、本作は全米3031館で公開され、公開初週末に1737万ドルを稼ぎ出し、週末興行収入ランキング初登場4位となった。この数字は前作『パージ:大統領令』の初動成績（3151万ドル）を大きく下回るものであった。